# Заколот на «Кейні» (фільм, 1954)
«Заколот на „Кейні“», «Заколот на „Каїні“» (англ. The Caine Mutiny) — воєнна кінодрама 1954 року знята американським режисером українського походження Едвардом Дмитриком з використанням технології «техніколор» за однойменним романом 1951 року лауреата Пулітцерівської премії Германа Воука.
Фільм отримав 7 номінацій на премію «Оскар» як найкращий: фільм, чоловічу роль (Гамфрі Богарт), чоловічу роль другого плану (Том Талли), оригінальний сценарій, музику, редагування та звук. Режисер Едвард Дмитрик також був номінований на премію Гільдії режисерів Америки за видатні режисерські досягнення у кінофільмах.
Фільм входить до списку 100 найкращих американських фільмів за 100 років за версією Американського інституту кіномистецтва 1998 року з 400 фільмів, номінованих на Топ-100 найвидатніших американських фільмів.
Це був другий фільм у США із списку найкасовіших фільмів 1954 року.

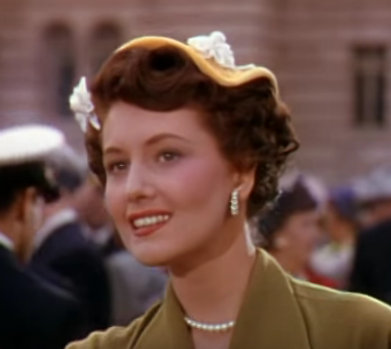
Мей Винн

## Сюжет
Випускник військово-морського училища в Принстоні Вілліс «Віллі» Кіт, який походить з заможної сім'ї, під час Другої світової війни одержує направлення на мінний тралер «Кейн» американського Тихоокеанського флоту.

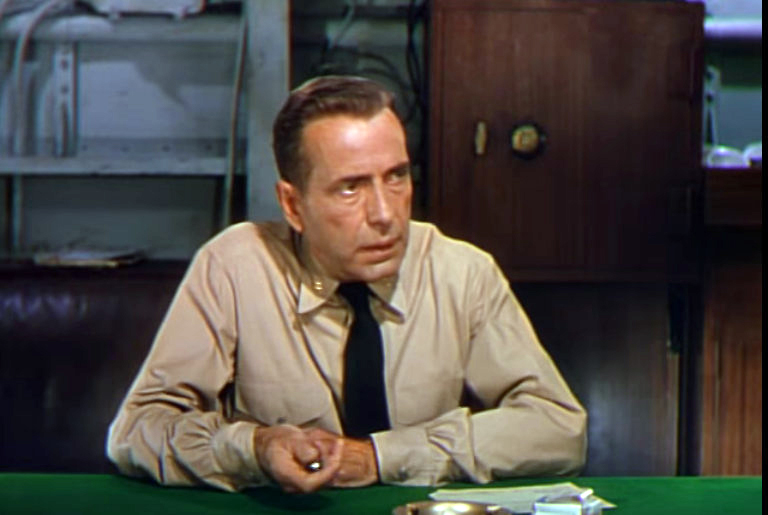
Гамфрі Богарт
як капітан Філіп Френсіс Квіг

Кораблем керує капітан Вільям де Врис, який не подобається Віллі тому, що той не дотримується вимог військового статуту щодо зовнішнього вигляду моряків на кораблі. Відносини між військовими моряками мають дещо панібратський характер.
Невдовзі на корабель присилають нового капітана — Філіпса Френсіса Квіга, який вимагає від команди тралера строгого дотримання кожної букви статуту. Разом з тим він робить ряд суттєвих помилок у своїх професійних діях, які викликають спочатку насмішки членів екіпажу і врешті-решт призводять до заколоту на «Кейні».

## Ролі виконують

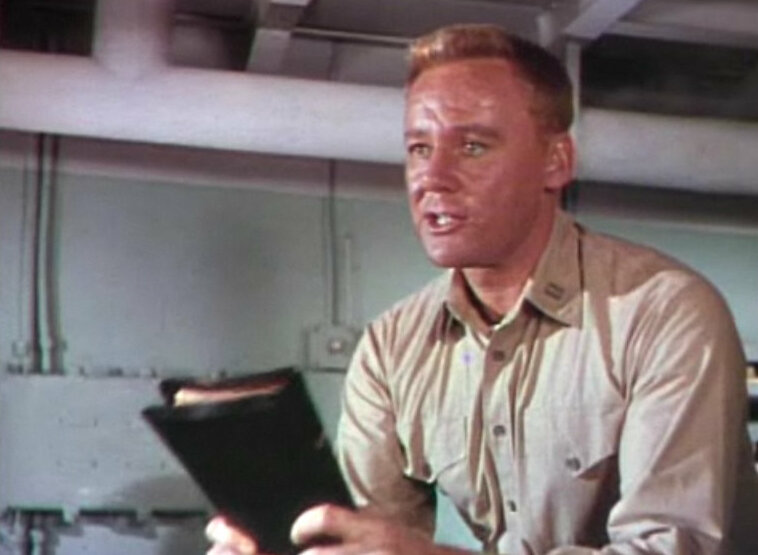
Ван Джонсон
як лейтенант Стів Мерик

- Гамфрі Боґарт — капітан лейтенант Філіп Френсіс Квіг
- Хосе Феррер — лейтенант Барні Грінвулд
- Ван Джонсон[en] — лейтенант Стів Мерик
- Фред Макмюррей[en] — лейтенант Том Кіфер
- Роберт Френсіс[en] — прапорщик Вілліс Сюард «Віллі» Кіт
- Мей Винн[en] — Мей Винн
- Том Талли[en] — капітан лейтенант Вільям Г. де Врис
- Лі Марвін — моряк «Фрикаделька»

## Навколо фільму
- Фільми високого класу незалежного продюсера Стенлі Крамера часто втрачали гроші в прокаті. Однак ця кінострічка режисера Едварда Дмитрика стала одним з найбільших хітів року та найкасовішою в історії кіностудії Columbia Pictures, коли вперше квитків було продано на 8,7 мільйона доларів.

- Великий успіх цього фільму поставив Едварда Дмитрика у «А» список голлівудських режисерів. Другу номінацію DGA він отримав за фільм «Молоді леви» (1958).

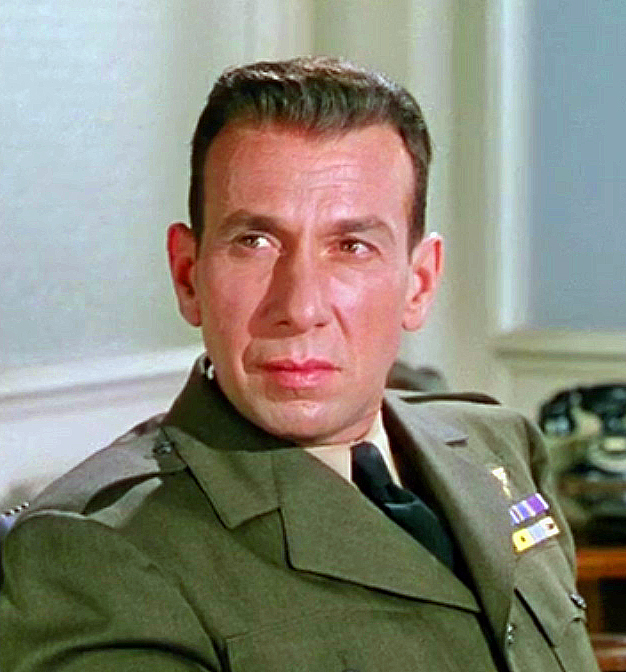
Хосе Феррер
як лейтенант Барні Грінвулд

- Режисер Едвард Дмитрик у своїй автобіографії зазначив, що початковий сценарій Германа Вука був «катастрофою», тому Стенлі Робертс переписав сценарій. Герман Вук з'являється на екрані лише як автор роману, на якому базувався фільм.

- У військово-морському флоті США ніколи не було корабля «Кейн», однак був есмінець Гамільтон ВМС США DMS-18 (номер корпусу «Кейна») з часів Першої світової війни перетворений на високошвидкісний тралер у 1941 році.[1]

- Підготовка до зйомок фільму зайняла 15 місяців, що було спричинено небажанням ВМС США схвалити фільм. Військово-морський флот був стурбований тим, що тема фільму стосується заколоту, і аудиторія подумає, що це справжня історія. Без згоди ВМС було б неможливо для виробників фільму використовувати військово-морську техніку та персонал.

- Умовою використання літаків, авіаносців, есмінців, бойових катерів та портів у Сан-Франциско та Перл-Гарбор була вимога, щоб фільм відкривався епіграфом на екрані, в якому йдеться про те, що у ВМС США ніколи не було бунту.

- Гамфрі Богарт був на 25 років старший від свого персонажа.

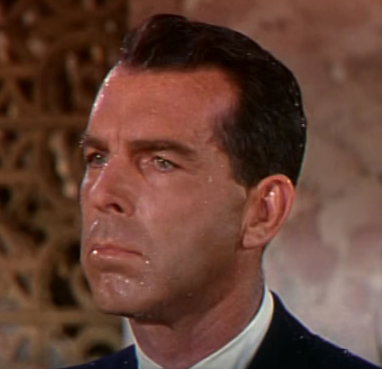
Фред Макмюррей
як лейтенант Том Кіфер

- Фільм був кіно дебютом Роберта Френсіса, який знявся лише в чотирьох фільмах до своєї загибелі під час аварії приватного літака в 1955 році, коли він мав тільки 25 років.

- Співачка та акторка Донна Лі Гікі[en], яка грала у фільмі роль Мей Винн, взяла насправді ім'я своєї героїні як її сценічне ім'я, і зняла ще вісім фільмів із цим ім'ям.